# 万卫星
万卫星（1958年7月1日—2020年5月20日），男，湖北天门人，中国空间物理学家，中国科学院院士，中国科学院地质与地球物理研究所研究员；中国首次火星探测任务“天问一号”首席科学家。

## 生平
1982年，万卫星毕业于武汉大学空间物理系。1984年，获中国科学院武汉物理研究所硕士学位。1989年，在中国科学院武汉物理研究所获博士学位，导师为空间物理专家、中国科学院院士李钧研究员。
2011年，当选为中国科学院院士。
2020年5月20日晚，因病在北京逝世，享年62岁。